# لويز ساند
لويز ساند (بالسويدية: Louise Sand) مواليد 27 ديسمبر 1992 في غوتنبرغ، هي لاعبة كرة يد سويدية تلعب كجناح أيسر. مثلت منتخب السويد لكرة اليد للسيدات. شاركت في دورة الألعاب الأولمبية الصيفية سنة 2016. حققت المركز الثالث في بطولة أوروبا لكرة اليد للسيدات 2014.

## سجل المنافسة
شاركت في البطولات التالية:
- الألعاب الأولمبية الصيفية 2016
- بطولة العالم لكرة اليد للسيدات 2015
- بطولة أوروبا لكرة اليد للسيدات 2012
- بطولة أوروبا لكرة اليد للسيدات 2014
- بطولة أوروبا لكرة اليد للسيدات 2016

## الميداليات
| الميدالية | المسابقة                            |
| --------- | ----------------------------------- |
| برونزية   | بطولة أوروبا لكرة اليد للسيدات 2014 |

## روابط خارجية
- لويز ساند على موقع الاتحاد الأوروبي لكرة اليد (الإنجليزية)
- لويز ساند على موقع الدوري الفرنسي لكرة اليد للسيدات (الفرنسية)
- لويز ساند على موقع أوليمبيديا (الإنجليزية)
- لويز ساند على موقع اللجنة الأولمبية السويدية (السويدية)